# Bun public global
Un bun public global este un bun care are următoarele trei proprietăți:
- Se caracterizează prin nonrivalitate. Consumul acestui bun de către cineva nu reduce cantitatea necesară altor agenți.
- Se caracterizează prin nonexcluziune. Este imposibil ca cineva să fie oprit de la consumul acelui bun.
- Este disponibil pe întreg mapamondul.

Acest concept este o extensie a noțiunii de bun public în cadrul economiei globalizării, noțiune care aparține lui Paul Samuelson. 
Cunoașterea este un exemplu recunoscut ca bun public global.